# 聞き手
| ウィキペディアには「聞き手」という見出しの百科事典記事はありません（タイトルに「聞き手」を含むページの一覧/「聞き手」で始まるページの一覧）。 代わりにウィクショナリーのページ「聞き手」が役に立つかもしれません。 |